# Eressa xanthostacta
Eressa xanthostacta là một loài bướm đêm thuộc phân họ Arctiinae, họ Erebidae.